# Llau del Jou

La Llau del Jou, respecte del terme d'Abella de la Conca

La llau del Jou és una llau del terme d'Abella de la Conca, al Pallars Jussà.
El curs d'aquesta llau s'origina a llevant de lo Trull del Carreu, a 860 metres d'altitud, des d'on davalla cap al sud-sud-est. Passa a llevant de Cal Jou, Casa Montsó i Ço del Jou, a ponent de Can Carreu, dels Ferginals i del Corral d'en Marc, i s'aboca en el riu d'Abella

## Etimologia
Es tracta d'un topònim romànic descriptiu modern: és la llau que discorre a prop de Cal Jou.